# Tianducheng
Tianducheng (xinès: 天都城), també anomenada Sky City, és una urbanització del subdistricte de Xingqiao, districte de Linping, Hangzhou, província de Zhejiang, Xina que imita el disseny de la ciutat de París.

## Història
La construcció a Tianducheng va començar el 2007. La seva característica central és una rèplica de 108 metres de la Torre Eiffel i 31 km2 (12 sq mi) d'arquitectura, fonts i paisatgisme d'estil parisenc. Es va inaugurar l'any 2007 i té capacitat per a més de 10.000 habitants. L'ocupació inicial va ser baixa, amb aproximadament 2.000 persones vivint-hi el 2013, motiu pel qual va fer que alguns l'etiquetin com a ciutat fantasma. El 2017, la seva població havia crescut fins als 30.000 habitants i el desenvolupament es va ampliar diverses vegades.

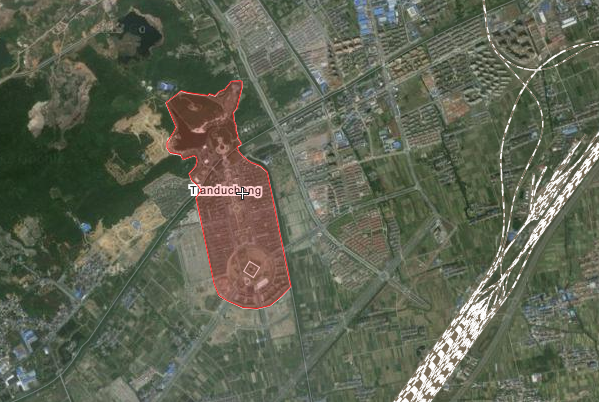
Vista aèria de Tianducheng

## Transport
L'estació de Huangheshan a la línia 3 del metro de Hangzhou que dona servei a Tianducheng es va obrir el 21 de febrer de 2022.

## Galeria
- Rèplica de la Torre Eiffel.
- "Champs-Élysées". El nom oficial és carrer Xiangxie.
- Cartell del carrer "Xiangxie".
- Vista des de l'extrem nord del carrer "Xiangxie".
- Parc de Tiandu.